# جاناتان اورتاویسکیا
جاناتان اورتاویسکیا (انگلیسی: Jonathan Urretaviscaya؛ زادهٔ ۱۹ مارس ۱۹۹۰) بازیکن فوتبال اهل اروگوئه است.
از باشگاه‌هایی که در آن بازی کرده‌است می‌توان به باشگاه فوتبال پاسوس ده فریرا، باشگاه فوتبال پاچوکا، باشگاه فوتبال بنفیکا، باشگاه فوتبال دپورتیوو لاکرونیا، باشگاه فوتبال ویتوریا گیمارش و باشگاه فوتبال پنیارول اشاره کرد.
وی همچنین در تیم‌های ملی فوتبال اروگوئه بازی کرده‌است.